# Seidenäffchen
Die Seidenäffchen oder Seidenaffen (Mico) sind eine Gattung der Krallenaffen (Callitrichidae). Es sind kleine, im Amazonasbecken lebende Primaten. Es werden 15 Arten unterschieden.

## Beschreibung
Seidenäffchen erreichen eine Kopfrumpflänge von 18 bis 30 Zentimeter, der Schwanz wird bis zu 40 Zentimeter lang, und ihr Gewicht beträgt rund 300 bis 470 Gramm. Ihr Fell ist fein und seidig, seine Färbung variiert je nach Art von weiß über grau bis dunkelbraun und schwarz. Manchmal sind der hintere Teil des Rumpf, die Gliedmaßen oder der Schwanz kontrastierend gefärbt. Der Schwanz ist länger als der Körper, er ist buschig und kann nicht als Greifschwanz eingesetzt werden. Das Gesicht ist unbehaart und oft fleischfarben oder grau gefärbt. Bei einigen Arten ragen die großen Ohren aus dem Fell hervor, bei anderen sind Ohrbüschel vorhanden. Wie bei allen Krallenaffen befinden sich an den Fingern und Zehen (mit Ausnahme der Großzehe) Krallen statt Nägeln.

## Verbreitung und Lebensraum
Seidenäffchen bewohnen das Amazonasbecken und sind dabei nur südlich des Rio Madeiras und des Amazonas zu finden. Die meisten Arten kommen nur in Brasilien vor, lediglich das Schwarzschwanz-Seidenäffchen lebt auch im östlichen Bolivien und im äußersten Norden Paraguays. Lebensraum dieser Tiere sind tropische Wälder, häufig sind sie in dicht mit Unterholz bestandenen Gebieten wie Sekundärwäldern oder an Waldrändern zu finden.

## Lebensweise
Seidenäffchen sind wie alle Krallenaffen tagaktiv, in der Nacht schlafen sie im Pflanzendickicht oder in Baumhöhlen. Sie sind Baumbewohner, dort bewegen sie sich entweder auf allen vieren laufend oder springend fort.
Sie leben in Gruppen von 4 bis 15 Tieren. Dies sind meist erweiterte Familiengruppen, die um ein fortpflanzungsfähiges Paar organisiert sind. Gruppen bewohnen Reviere von 10 bis 40 Hektar, die sie gegen Artgenossen verteidigen.
Wie alle Marmosetten sind Seidenäffchen dank der spezialisierten Zähne in der Lage, Löcher in die Baumrinde zu nagen, um an die Baumsäfte zu gelangen. Diese Nahrung spielt vor allem in Zeiten, in denen wenig Früchte und Samen – eine weitere wichtige Nahrungsquelle – vorhanden sind, eine Rolle. Ein weiterer Bestandteil der Nahrung sind Insekten und Spinnen, manchmal verzehren sie auch Eier und kleine Wirbeltiere.
In der Regel pflanzt sich nur das dominante Weibchen einer Gruppe fort. Die Tragzeit beträgt rund 130 bis 150 Tage, es überwiegen Zwillingsgeburten. Der Vater und die anderen Gruppenmitglieder beteiligen sich intensiv an der Jungenaufzucht, sie tragen die Jungtiere und beschäftigen sich mit ihnen und übergeben sie der Mutter nur zum Säugen.

## Systematik
Es sind 15 Arten von Seidenäffchen (Mico) bekannt, die hier in der Reihenfolge ihrer geografischen Verbreitung vom Nordosten (Amazonasmündung) bis zum Südwesten (Grenzgebiet Bolivien/Brasilien) aufgelistet sind:
- Silberäffchen (Mico argentatus)

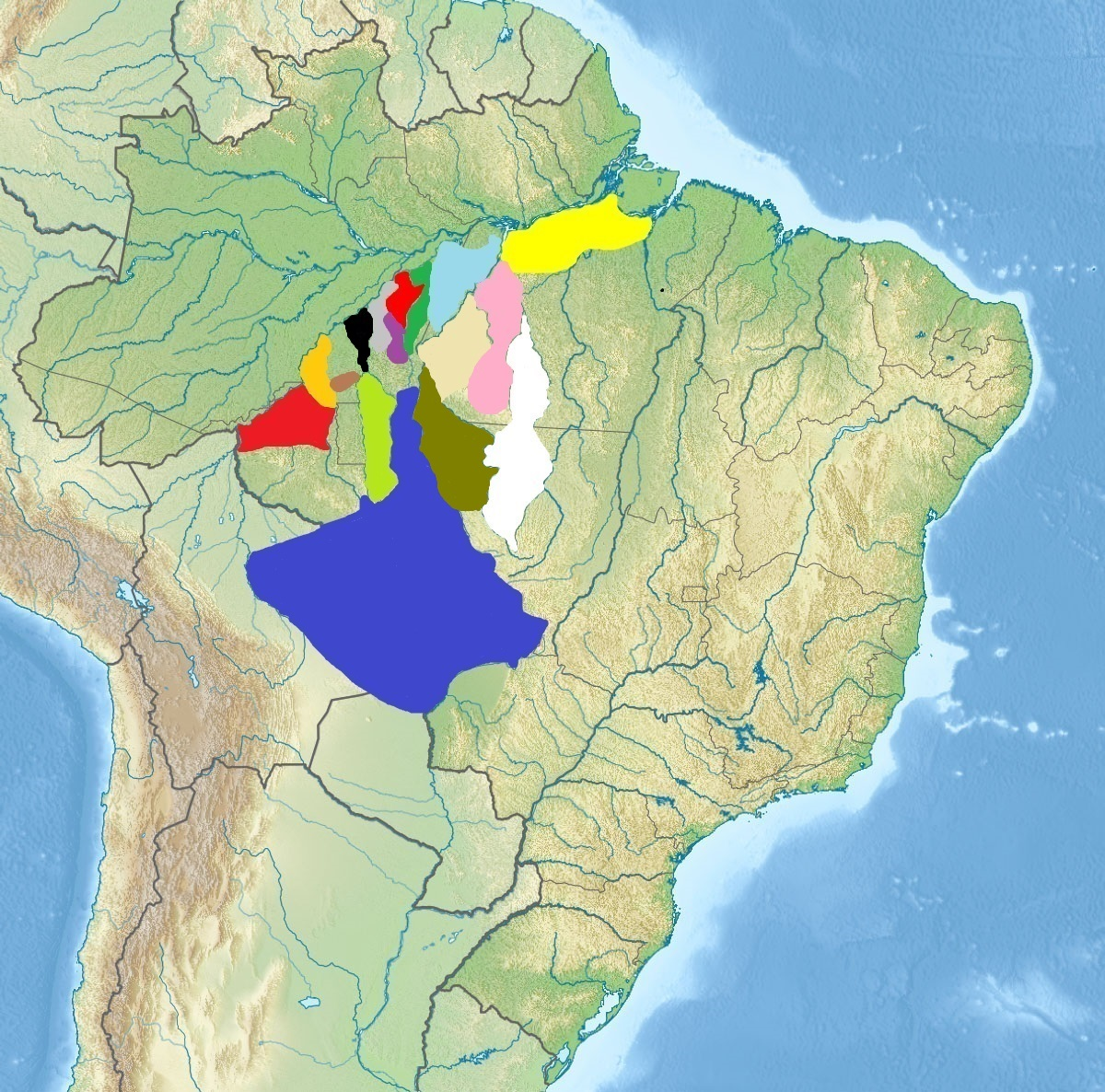
Verbreitungsgebiete der Seidenäffchenarten:
Silberäffchen
Weißes Seidenäffchen
Braunes Seidenäffchen
Weißschulter-Seidenäffchen
Maués-Seidenäffchen
Munduruku-Seidenäffchen
Sateré-Seidenäffchen
Acarí-Seidenäffchen
Gelbweißes Seidenäffchen
Marca-Seidenäffchen
Schwarzkopf-Seidenäffchen
Rondonia-Seidenäffchen
Aripuanã-Seidenäffchen
Schneider-Seidenäffchen
Schwarzschwanz-Seidenäffchen
Schwarzkronen-Seidenäffchen (Callibella humilis)

- Weißes Seidenäffchen (Mico leucippe)
- Braunes Seidenäffchen (Mico emiliae)
- Weißschulter-Seidenäffchen (Mico humeralifer)
- Maués-Seidenäffchen (Mico mauesi)
- Munduruku-Seidenäffchen (Mico munduruku)[1]
- Sateré-Seidenäffchen (Mico saterei)
- Acarí-Seidenäffchen (Mico acariensis)
- Gelbweißes Seidenäffchen (Mico chrysoleucus)
- Marca-Seidenäffchen (Mico marcai)
- Schwarzkopf-Seidenäffchen (Mico nigriceps)
- Rondonia-Seidenäffchen (Mico rondoni)
- Aripuanã-Seidenäffchen (Mico intermedius)
- Schwarzschwanz-Seidenäffchen (Mico melanurus)
- Schneider-Seidenäffchen (Mico schneideri)[2]

Phylogenetische Systematik der Seidenäffchen nach Costa-Araújo et al. (2019) und Costa-Araújo et al. (2021):
|  | \| \| Braunes Seidenäffchen (M. emiliae) u. Weißes Seidenäffchen (M. leucippe) \| \| \| \| \| \| Silberäffchen (Mico argentatus) \| \| \| \| |
|  | |
|  | Munduruku-Seidenäffchen (Mico munduruku) |
|  | |
|  | Braunes Seidenäffchen (M. emiliae) u. Weißes Seidenäffchen (M. leucippe)                                                                     |
|  | |
|  | Silberäffchen (Mico argentatus) |
|  | |

|  | Braunes Seidenäffchen (M. emiliae) u. Weißes Seidenäffchen (M. leucippe) |
|  |                                                                          |
|  | Silberäffchen (Mico argentatus)                                          |
|  |                                                                          |

|  | \| \| Braunes Seidenäffchen (M. emiliae) u. Weißes Seidenäffchen (M. leucippe) \| \| \| \| \| \| Silberäffchen (Mico argentatus) \| \| \| \| |
|  | |
|  | Munduruku-Seidenäffchen (Mico munduruku) |
|  | |
|  | Braunes Seidenäffchen (M. emiliae) u. Weißes Seidenäffchen (M. leucippe)                                                                     |
|  | |
|  | Silberäffchen (Mico argentatus) |
|  | |

|  | Braunes Seidenäffchen (M. emiliae) u. Weißes Seidenäffchen (M. leucippe) |
|  |                                                                          |
|  | Silberäffchen (Mico argentatus)                                          |
|  |                                                                          |

|  | \| \| Braunes Seidenäffchen (M. emiliae) u. Weißes Seidenäffchen (M. leucippe) \| \| \| \| \| \| Silberäffchen (Mico argentatus) \| \| \| \| |
|  | |
|  | Munduruku-Seidenäffchen (Mico munduruku) |
|  | |
|  | Braunes Seidenäffchen (M. emiliae) u. Weißes Seidenäffchen (M. leucippe)                                                                     |
|  | |
|  | Silberäffchen (Mico argentatus) |
|  | |

|  | Braunes Seidenäffchen (M. emiliae) u. Weißes Seidenäffchen (M. leucippe) |
|  |                                                                          |
|  | Silberäffchen (Mico argentatus)                                          |
|  |                                                                          |

|  | \| \| Braunes Seidenäffchen (M. emiliae) u. Weißes Seidenäffchen (M. leucippe) \| \| \| \| \| \| Silberäffchen (Mico argentatus) \| \| \| \| |
|  | |
|  | Munduruku-Seidenäffchen (Mico munduruku) |
|  | |
|  | Braunes Seidenäffchen (M. emiliae) u. Weißes Seidenäffchen (M. leucippe)                                                                     |
|  | |
|  | Silberäffchen (Mico argentatus) |
|  | |

|  | Braunes Seidenäffchen (M. emiliae) u. Weißes Seidenäffchen (M. leucippe) |
|  |                                                                          |
|  | Silberäffchen (Mico argentatus)                                          |
|  |                                                                          |

|  | \| \| Marca-Seidenäffchen (Mico marcai) \| \| \| \| \| \| Schneider-Seidenäffchen (Mico schneideri) \| \| \| \| |
|  | |
|  | Schwarzschwanz-Seidenäffchen (Mico melanurus)                                                                   |
|  | |
|  | Marca-Seidenäffchen (Mico marcai)                                                                               |
|  | |
|  | Schneider-Seidenäffchen (Mico schneideri)                                                                       |
|  | |

|  | Marca-Seidenäffchen (Mico marcai)         |
|  |                                           |
|  | Schneider-Seidenäffchen (Mico schneideri) |
|  |                                           |

|  | \| \| Braunes Seidenäffchen (M. emiliae) u. Weißes Seidenäffchen (M. leucippe) \| \| \| \| \| \| Silberäffchen (Mico argentatus) \| \| \| \| |
|  | |
|  | Munduruku-Seidenäffchen (Mico munduruku) |
|  | |
|  | Braunes Seidenäffchen (M. emiliae) u. Weißes Seidenäffchen (M. leucippe)                                                                     |
|  | |
|  | Silberäffchen (Mico argentatus) |
|  | |

|  | Braunes Seidenäffchen (M. emiliae) u. Weißes Seidenäffchen (M. leucippe) |
|  |                                                                          |
|  | Silberäffchen (Mico argentatus)                                          |
|  |                                                                          |

|  | \| \| Braunes Seidenäffchen (M. emiliae) u. Weißes Seidenäffchen (M. leucippe) \| \| \| \| \| \| Silberäffchen (Mico argentatus) \| \| \| \| |
|  | |
|  | Munduruku-Seidenäffchen (Mico munduruku) |
|  | |
|  | Braunes Seidenäffchen (M. emiliae) u. Weißes Seidenäffchen (M. leucippe)                                                                     |
|  | |
|  | Silberäffchen (Mico argentatus) |
|  | |

|  | Braunes Seidenäffchen (M. emiliae) u. Weißes Seidenäffchen (M. leucippe) |
|  |                                                                          |
|  | Silberäffchen (Mico argentatus)                                          |
|  |                                                                          |

|  | \| \| Braunes Seidenäffchen (M. emiliae) u. Weißes Seidenäffchen (M. leucippe) \| \| \| \| \| \| Silberäffchen (Mico argentatus) \| \| \| \| |
|  | |
|  | Munduruku-Seidenäffchen (Mico munduruku) |
|  | |
|  | Braunes Seidenäffchen (M. emiliae) u. Weißes Seidenäffchen (M. leucippe)                                                                     |
|  | |
|  | Silberäffchen (Mico argentatus) |
|  | |

|  | Braunes Seidenäffchen (M. emiliae) u. Weißes Seidenäffchen (M. leucippe) |
|  |                                                                          |
|  | Silberäffchen (Mico argentatus)                                          |
|  |                                                                          |

|  | \| \| Braunes Seidenäffchen (M. emiliae) u. Weißes Seidenäffchen (M. leucippe) \| \| \| \| \| \| Silberäffchen (Mico argentatus) \| \| \| \| |
|  | |
|  | Munduruku-Seidenäffchen (Mico munduruku) |
|  | |
|  | Braunes Seidenäffchen (M. emiliae) u. Weißes Seidenäffchen (M. leucippe)                                                                     |
|  | |
|  | Silberäffchen (Mico argentatus) |
|  | |

|  | Braunes Seidenäffchen (M. emiliae) u. Weißes Seidenäffchen (M. leucippe) |
|  |                                                                          |
|  | Silberäffchen (Mico argentatus)                                          |
|  |                                                                          |

|  | \| \| Marca-Seidenäffchen (Mico marcai) \| \| \| \| \| \| Schneider-Seidenäffchen (Mico schneideri) \| \| \| \| |
|  | |
|  | Schwarzschwanz-Seidenäffchen (Mico melanurus)                                                                   |
|  | |
|  | Marca-Seidenäffchen (Mico marcai)                                                                               |
|  | |
|  | Schneider-Seidenäffchen (Mico schneideri)                                                                       |
|  | |

|  | Marca-Seidenäffchen (Mico marcai)         |
|  |                                           |
|  | Schneider-Seidenäffchen (Mico schneideri) |
|  |                                           |

|  | \| \| Braunes Seidenäffchen (M. emiliae) u. Weißes Seidenäffchen (M. leucippe) \| \| \| \| \| \| Silberäffchen (Mico argentatus) \| \| \| \| |
|  | |
|  | Munduruku-Seidenäffchen (Mico munduruku) |
|  | |
|  | Braunes Seidenäffchen (M. emiliae) u. Weißes Seidenäffchen (M. leucippe)                                                                     |
|  | |
|  | Silberäffchen (Mico argentatus) |
|  | |

|  | Braunes Seidenäffchen (M. emiliae) u. Weißes Seidenäffchen (M. leucippe) |
|  |                                                                          |
|  | Silberäffchen (Mico argentatus)                                          |
|  |                                                                          |

|  | \| \| Braunes Seidenäffchen (M. emiliae) u. Weißes Seidenäffchen (M. leucippe) \| \| \| \| \| \| Silberäffchen (Mico argentatus) \| \| \| \| |
|  | |
|  | Munduruku-Seidenäffchen (Mico munduruku) |
|  | |
|  | Braunes Seidenäffchen (M. emiliae) u. Weißes Seidenäffchen (M. leucippe)                                                                     |
|  | |
|  | Silberäffchen (Mico argentatus) |
|  | |

|  | Braunes Seidenäffchen (M. emiliae) u. Weißes Seidenäffchen (M. leucippe) |
|  |                                                                          |
|  | Silberäffchen (Mico argentatus)                                          |
|  |                                                                          |

|  | \| \| Braunes Seidenäffchen (M. emiliae) u. Weißes Seidenäffchen (M. leucippe) \| \| \| \| \| \| Silberäffchen (Mico argentatus) \| \| \| \| |
|  | |
|  | Munduruku-Seidenäffchen (Mico munduruku) |
|  | |
|  | Braunes Seidenäffchen (M. emiliae) u. Weißes Seidenäffchen (M. leucippe)                                                                     |
|  | |
|  | Silberäffchen (Mico argentatus) |
|  | |

|  | Braunes Seidenäffchen (M. emiliae) u. Weißes Seidenäffchen (M. leucippe) |
|  |                                                                          |
|  | Silberäffchen (Mico argentatus)                                          |
|  |                                                                          |

|  | \| \| Braunes Seidenäffchen (M. emiliae) u. Weißes Seidenäffchen (M. leucippe) \| \| \| \| \| \| Silberäffchen (Mico argentatus) \| \| \| \| |
|  | |
|  | Munduruku-Seidenäffchen (Mico munduruku) |
|  | |
|  | Braunes Seidenäffchen (M. emiliae) u. Weißes Seidenäffchen (M. leucippe)                                                                     |
|  | |
|  | Silberäffchen (Mico argentatus) |
|  | |

|  | Braunes Seidenäffchen (M. emiliae) u. Weißes Seidenäffchen (M. leucippe) |
|  |                                                                          |
|  | Silberäffchen (Mico argentatus)                                          |
|  |                                                                          |

|  | \| \| Marca-Seidenäffchen (Mico marcai) \| \| \| \| \| \| Schneider-Seidenäffchen (Mico schneideri) \| \| \| \| |
|  | |
|  | Schwarzschwanz-Seidenäffchen (Mico melanurus)                                                                   |
|  | |
|  | Marca-Seidenäffchen (Mico marcai)                                                                               |
|  | |
|  | Schneider-Seidenäffchen (Mico schneideri)                                                                       |
|  | |

|  | Marca-Seidenäffchen (Mico marcai)         |
|  |                                           |
|  | Schneider-Seidenäffchen (Mico schneideri) |
|  |                                           |

|  | \| \| Braunes Seidenäffchen (M. emiliae) u. Weißes Seidenäffchen (M. leucippe) \| \| \| \| \| \| Silberäffchen (Mico argentatus) \| \| \| \| |
|  | |
|  | Munduruku-Seidenäffchen (Mico munduruku) |
|  | |
|  | Braunes Seidenäffchen (M. emiliae) u. Weißes Seidenäffchen (M. leucippe)                                                                     |
|  | |
|  | Silberäffchen (Mico argentatus) |
|  | |

|  | Braunes Seidenäffchen (M. emiliae) u. Weißes Seidenäffchen (M. leucippe) |
|  |                                                                          |
|  | Silberäffchen (Mico argentatus)                                          |
|  |                                                                          |

|  | \| \| Braunes Seidenäffchen (M. emiliae) u. Weißes Seidenäffchen (M. leucippe) \| \| \| \| \| \| Silberäffchen (Mico argentatus) \| \| \| \| |
|  | |
|  | Munduruku-Seidenäffchen (Mico munduruku) |
|  | |
|  | Braunes Seidenäffchen (M. emiliae) u. Weißes Seidenäffchen (M. leucippe)                                                                     |
|  | |
|  | Silberäffchen (Mico argentatus) |
|  | |

|  | Braunes Seidenäffchen (M. emiliae) u. Weißes Seidenäffchen (M. leucippe) |
|  |                                                                          |
|  | Silberäffchen (Mico argentatus)                                          |
|  |                                                                          |

|  | \| \| Braunes Seidenäffchen (M. emiliae) u. Weißes Seidenäffchen (M. leucippe) \| \| \| \| \| \| Silberäffchen (Mico argentatus) \| \| \| \| |
|  | |
|  | Munduruku-Seidenäffchen (Mico munduruku) |
|  | |
|  | Braunes Seidenäffchen (M. emiliae) u. Weißes Seidenäffchen (M. leucippe)                                                                     |
|  | |
|  | Silberäffchen (Mico argentatus) |
|  | |

|  | Braunes Seidenäffchen (M. emiliae) u. Weißes Seidenäffchen (M. leucippe) |
|  |                                                                          |
|  | Silberäffchen (Mico argentatus)                                          |
|  |                                                                          |

|  | \| \| Braunes Seidenäffchen (M. emiliae) u. Weißes Seidenäffchen (M. leucippe) \| \| \| \| \| \| Silberäffchen (Mico argentatus) \| \| \| \| |
|  | |
|  | Munduruku-Seidenäffchen (Mico munduruku) |
|  | |
|  | Braunes Seidenäffchen (M. emiliae) u. Weißes Seidenäffchen (M. leucippe)                                                                     |
|  | |
|  | Silberäffchen (Mico argentatus) |
|  | |

|  | Braunes Seidenäffchen (M. emiliae) u. Weißes Seidenäffchen (M. leucippe) |
|  |                                                                          |
|  | Silberäffchen (Mico argentatus)                                          |
|  |                                                                          |

|  | \| \| Marca-Seidenäffchen (Mico marcai) \| \| \| \| \| \| Schneider-Seidenäffchen (Mico schneideri) \| \| \| \| |
|  | |
|  | Schwarzschwanz-Seidenäffchen (Mico melanurus)                                                                   |
|  | |
|  | Marca-Seidenäffchen (Mico marcai)                                                                               |
|  | |
|  | Schneider-Seidenäffchen (Mico schneideri)                                                                       |
|  | |

|  | Marca-Seidenäffchen (Mico marcai)         |
|  |                                           |
|  | Schneider-Seidenäffchen (Mico schneideri) |
|  |                                           |

|  | Maués-Seidenäffchen (Mico mauesi)             |
|  |                                               |
|  | Weißschulter-Seidenäffchen (Mico humeralifer) |
|  |                                               |

|  | \| \| Braunes Seidenäffchen (M. emiliae) u. Weißes Seidenäffchen (M. leucippe) \| \| \| \| \| \| Silberäffchen (Mico argentatus) \| \| \| \| |
|  | |
|  | Munduruku-Seidenäffchen (Mico munduruku) |
|  | |
|  | Braunes Seidenäffchen (M. emiliae) u. Weißes Seidenäffchen (M. leucippe)                                                                     |
|  | |
|  | Silberäffchen (Mico argentatus) |
|  | |

|  | Braunes Seidenäffchen (M. emiliae) u. Weißes Seidenäffchen (M. leucippe) |
|  |                                                                          |
|  | Silberäffchen (Mico argentatus)                                          |
|  |                                                                          |

|  | \| \| Braunes Seidenäffchen (M. emiliae) u. Weißes Seidenäffchen (M. leucippe) \| \| \| \| \| \| Silberäffchen (Mico argentatus) \| \| \| \| |
|  | |
|  | Munduruku-Seidenäffchen (Mico munduruku) |
|  | |
|  | Braunes Seidenäffchen (M. emiliae) u. Weißes Seidenäffchen (M. leucippe)                                                                     |
|  | |
|  | Silberäffchen (Mico argentatus) |
|  | |

|  | Braunes Seidenäffchen (M. emiliae) u. Weißes Seidenäffchen (M. leucippe) |
|  |                                                                          |
|  | Silberäffchen (Mico argentatus)                                          |
|  |                                                                          |

|  | \| \| Braunes Seidenäffchen (M. emiliae) u. Weißes Seidenäffchen (M. leucippe) \| \| \| \| \| \| Silberäffchen (Mico argentatus) \| \| \| \| |
|  | |
|  | Munduruku-Seidenäffchen (Mico munduruku) |
|  | |
|  | Braunes Seidenäffchen (M. emiliae) u. Weißes Seidenäffchen (M. leucippe)                                                                     |
|  | |
|  | Silberäffchen (Mico argentatus) |
|  | |

|  | Braunes Seidenäffchen (M. emiliae) u. Weißes Seidenäffchen (M. leucippe) |
|  |                                                                          |
|  | Silberäffchen (Mico argentatus)                                          |
|  |                                                                          |

|  | \| \| Braunes Seidenäffchen (M. emiliae) u. Weißes Seidenäffchen (M. leucippe) \| \| \| \| \| \| Silberäffchen (Mico argentatus) \| \| \| \| |
|  | |
|  | Munduruku-Seidenäffchen (Mico munduruku) |
|  | |
|  | Braunes Seidenäffchen (M. emiliae) u. Weißes Seidenäffchen (M. leucippe)                                                                     |
|  | |
|  | Silberäffchen (Mico argentatus) |
|  | |

|  | Braunes Seidenäffchen (M. emiliae) u. Weißes Seidenäffchen (M. leucippe) |
|  |                                                                          |
|  | Silberäffchen (Mico argentatus)                                          |
|  |                                                                          |

|  | \| \| Marca-Seidenäffchen (Mico marcai) \| \| \| \| \| \| Schneider-Seidenäffchen (Mico schneideri) \| \| \| \| |
|  | |
|  | Schwarzschwanz-Seidenäffchen (Mico melanurus)                                                                   |
|  | |
|  | Marca-Seidenäffchen (Mico marcai)                                                                               |
|  | |
|  | Schneider-Seidenäffchen (Mico schneideri)                                                                       |
|  | |

|  | Marca-Seidenäffchen (Mico marcai)         |
|  |                                           |
|  | Schneider-Seidenäffchen (Mico schneideri) |
|  |                                           |

|  | \| \| Braunes Seidenäffchen (M. emiliae) u. Weißes Seidenäffchen (M. leucippe) \| \| \| \| \| \| Silberäffchen (Mico argentatus) \| \| \| \| |
|  | |
|  | Munduruku-Seidenäffchen (Mico munduruku) |
|  | |
|  | Braunes Seidenäffchen (M. emiliae) u. Weißes Seidenäffchen (M. leucippe)                                                                     |
|  | |
|  | Silberäffchen (Mico argentatus) |
|  | |

|  | Braunes Seidenäffchen (M. emiliae) u. Weißes Seidenäffchen (M. leucippe) |
|  |                                                                          |
|  | Silberäffchen (Mico argentatus)                                          |
|  |                                                                          |

|  | \| \| Braunes Seidenäffchen (M. emiliae) u. Weißes Seidenäffchen (M. leucippe) \| \| \| \| \| \| Silberäffchen (Mico argentatus) \| \| \| \| |
|  | |
|  | Munduruku-Seidenäffchen (Mico munduruku) |
|  | |
|  | Braunes Seidenäffchen (M. emiliae) u. Weißes Seidenäffchen (M. leucippe)                                                                     |
|  | |
|  | Silberäffchen (Mico argentatus) |
|  | |

|  | Braunes Seidenäffchen (M. emiliae) u. Weißes Seidenäffchen (M. leucippe) |
|  |                                                                          |
|  | Silberäffchen (Mico argentatus)                                          |
|  |                                                                          |

|  | \| \| Braunes Seidenäffchen (M. emiliae) u. Weißes Seidenäffchen (M. leucippe) \| \| \| \| \| \| Silberäffchen (Mico argentatus) \| \| \| \| |
|  | |
|  | Munduruku-Seidenäffchen (Mico munduruku) |
|  | |
|  | Braunes Seidenäffchen (M. emiliae) u. Weißes Seidenäffchen (M. leucippe)                                                                     |
|  | |
|  | Silberäffchen (Mico argentatus) |
|  | |

|  | Braunes Seidenäffchen (M. emiliae) u. Weißes Seidenäffchen (M. leucippe) |
|  |                                                                          |
|  | Silberäffchen (Mico argentatus)                                          |
|  |                                                                          |

|  | \| \| Braunes Seidenäffchen (M. emiliae) u. Weißes Seidenäffchen (M. leucippe) \| \| \| \| \| \| Silberäffchen (Mico argentatus) \| \| \| \| |
|  | |
|  | Munduruku-Seidenäffchen (Mico munduruku) |
|  | |
|  | Braunes Seidenäffchen (M. emiliae) u. Weißes Seidenäffchen (M. leucippe)                                                                     |
|  | |
|  | Silberäffchen (Mico argentatus) |
|  | |

|  | Braunes Seidenäffchen (M. emiliae) u. Weißes Seidenäffchen (M. leucippe) |
|  |                                                                          |
|  | Silberäffchen (Mico argentatus)                                          |
|  |                                                                          |

|  | \| \| Marca-Seidenäffchen (Mico marcai) \| \| \| \| \| \| Schneider-Seidenäffchen (Mico schneideri) \| \| \| \| |
|  | |
|  | Schwarzschwanz-Seidenäffchen (Mico melanurus)                                                                   |
|  | |
|  | Marca-Seidenäffchen (Mico marcai)                                                                               |
|  | |
|  | Schneider-Seidenäffchen (Mico schneideri)                                                                       |
|  | |

|  | Marca-Seidenäffchen (Mico marcai)         |
|  |                                           |
|  | Schneider-Seidenäffchen (Mico schneideri) |
|  |                                           |

|  | \| \| Braunes Seidenäffchen (M. emiliae) u. Weißes Seidenäffchen (M. leucippe) \| \| \| \| \| \| Silberäffchen (Mico argentatus) \| \| \| \| |
|  | |
|  | Munduruku-Seidenäffchen (Mico munduruku) |
|  | |
|  | Braunes Seidenäffchen (M. emiliae) u. Weißes Seidenäffchen (M. leucippe)                                                                     |
|  | |
|  | Silberäffchen (Mico argentatus) |
|  | |

|  | Braunes Seidenäffchen (M. emiliae) u. Weißes Seidenäffchen (M. leucippe) |
|  |                                                                          |
|  | Silberäffchen (Mico argentatus)                                          |
|  |                                                                          |

|  | \| \| Braunes Seidenäffchen (M. emiliae) u. Weißes Seidenäffchen (M. leucippe) \| \| \| \| \| \| Silberäffchen (Mico argentatus) \| \| \| \| |
|  | |
|  | Munduruku-Seidenäffchen (Mico munduruku) |
|  | |
|  | Braunes Seidenäffchen (M. emiliae) u. Weißes Seidenäffchen (M. leucippe)                                                                     |
|  | |
|  | Silberäffchen (Mico argentatus) |
|  | |

|  | Braunes Seidenäffchen (M. emiliae) u. Weißes Seidenäffchen (M. leucippe) |
|  |                                                                          |
|  | Silberäffchen (Mico argentatus)                                          |
|  |                                                                          |

|  | \| \| Braunes Seidenäffchen (M. emiliae) u. Weißes Seidenäffchen (M. leucippe) \| \| \| \| \| \| Silberäffchen (Mico argentatus) \| \| \| \| |
|  | |
|  | Munduruku-Seidenäffchen (Mico munduruku) |
|  | |
|  | Braunes Seidenäffchen (M. emiliae) u. Weißes Seidenäffchen (M. leucippe)                                                                     |
|  | |
|  | Silberäffchen (Mico argentatus) |
|  | |

|  | Braunes Seidenäffchen (M. emiliae) u. Weißes Seidenäffchen (M. leucippe) |
|  |                                                                          |
|  | Silberäffchen (Mico argentatus)                                          |
|  |                                                                          |

|  | \| \| Braunes Seidenäffchen (M. emiliae) u. Weißes Seidenäffchen (M. leucippe) \| \| \| \| \| \| Silberäffchen (Mico argentatus) \| \| \| \| |
|  | |
|  | Munduruku-Seidenäffchen (Mico munduruku) |
|  | |
|  | Braunes Seidenäffchen (M. emiliae) u. Weißes Seidenäffchen (M. leucippe)                                                                     |
|  | |
|  | Silberäffchen (Mico argentatus) |
|  | |

|  | Braunes Seidenäffchen (M. emiliae) u. Weißes Seidenäffchen (M. leucippe) |
|  |                                                                          |
|  | Silberäffchen (Mico argentatus)                                          |
|  |                                                                          |

|  | \| \| Marca-Seidenäffchen (Mico marcai) \| \| \| \| \| \| Schneider-Seidenäffchen (Mico schneideri) \| \| \| \| |
|  | |
|  | Schwarzschwanz-Seidenäffchen (Mico melanurus)                                                                   |
|  | |
|  | Marca-Seidenäffchen (Mico marcai)                                                                               |
|  | |
|  | Schneider-Seidenäffchen (Mico schneideri)                                                                       |
|  | |

|  | Marca-Seidenäffchen (Mico marcai)         |
|  |                                           |
|  | Schneider-Seidenäffchen (Mico schneideri) |
|  |                                           |

|  | \| \| Braunes Seidenäffchen (M. emiliae) u. Weißes Seidenäffchen (M. leucippe) \| \| \| \| \| \| Silberäffchen (Mico argentatus) \| \| \| \| |
|  | |
|  | Munduruku-Seidenäffchen (Mico munduruku) |
|  | |
|  | Braunes Seidenäffchen (M. emiliae) u. Weißes Seidenäffchen (M. leucippe)                                                                     |
|  | |
|  | Silberäffchen (Mico argentatus) |
|  | |

|  | Braunes Seidenäffchen (M. emiliae) u. Weißes Seidenäffchen (M. leucippe) |
|  |                                                                          |
|  | Silberäffchen (Mico argentatus)                                          |
|  |                                                                          |

|  | \| \| Braunes Seidenäffchen (M. emiliae) u. Weißes Seidenäffchen (M. leucippe) \| \| \| \| \| \| Silberäffchen (Mico argentatus) \| \| \| \| |
|  | |
|  | Munduruku-Seidenäffchen (Mico munduruku) |
|  | |
|  | Braunes Seidenäffchen (M. emiliae) u. Weißes Seidenäffchen (M. leucippe)                                                                     |
|  | |
|  | Silberäffchen (Mico argentatus) |
|  | |

|  | Braunes Seidenäffchen (M. emiliae) u. Weißes Seidenäffchen (M. leucippe) |
|  |                                                                          |
|  | Silberäffchen (Mico argentatus)                                          |
|  |                                                                          |

|  | \| \| Braunes Seidenäffchen (M. emiliae) u. Weißes Seidenäffchen (M. leucippe) \| \| \| \| \| \| Silberäffchen (Mico argentatus) \| \| \| \| |
|  | |
|  | Munduruku-Seidenäffchen (Mico munduruku) |
|  | |
|  | Braunes Seidenäffchen (M. emiliae) u. Weißes Seidenäffchen (M. leucippe)                                                                     |
|  | |
|  | Silberäffchen (Mico argentatus) |
|  | |

|  | Braunes Seidenäffchen (M. emiliae) u. Weißes Seidenäffchen (M. leucippe) |
|  |                                                                          |
|  | Silberäffchen (Mico argentatus)                                          |
|  |                                                                          |

|  | \| \| Braunes Seidenäffchen (M. emiliae) u. Weißes Seidenäffchen (M. leucippe) \| \| \| \| \| \| Silberäffchen (Mico argentatus) \| \| \| \| |
|  | |
|  | Munduruku-Seidenäffchen (Mico munduruku) |
|  | |
|  | Braunes Seidenäffchen (M. emiliae) u. Weißes Seidenäffchen (M. leucippe)                                                                     |
|  | |
|  | Silberäffchen (Mico argentatus) |
|  | |

|  | Braunes Seidenäffchen (M. emiliae) u. Weißes Seidenäffchen (M. leucippe) |
|  |                                                                          |
|  | Silberäffchen (Mico argentatus)                                          |
|  |                                                                          |

|  | \| \| Marca-Seidenäffchen (Mico marcai) \| \| \| \| \| \| Schneider-Seidenäffchen (Mico schneideri) \| \| \| \| |
|  | |
|  | Schwarzschwanz-Seidenäffchen (Mico melanurus)                                                                   |
|  | |
|  | Marca-Seidenäffchen (Mico marcai)                                                                               |
|  | |
|  | Schneider-Seidenäffchen (Mico schneideri)                                                                       |
|  | |

|  | Marca-Seidenäffchen (Mico marcai)         |
|  |                                           |
|  | Schneider-Seidenäffchen (Mico schneideri) |
|  |                                           |

|  | Maués-Seidenäffchen (Mico mauesi)             |
|  |                                               |
|  | Weißschulter-Seidenäffchen (Mico humeralifer) |
|  |                                               |

|  | \| \| Braunes Seidenäffchen (M. emiliae) u. Weißes Seidenäffchen (M. leucippe) \| \| \| \| \| \| Silberäffchen (Mico argentatus) \| \| \| \| |
|  | |
|  | Munduruku-Seidenäffchen (Mico munduruku) |
|  | |
|  | Braunes Seidenäffchen (M. emiliae) u. Weißes Seidenäffchen (M. leucippe)                                                                     |
|  | |
|  | Silberäffchen (Mico argentatus) |
|  | |

|  | Braunes Seidenäffchen (M. emiliae) u. Weißes Seidenäffchen (M. leucippe) |
|  |                                                                          |
|  | Silberäffchen (Mico argentatus)                                          |
|  |                                                                          |

|  | \| \| Braunes Seidenäffchen (M. emiliae) u. Weißes Seidenäffchen (M. leucippe) \| \| \| \| \| \| Silberäffchen (Mico argentatus) \| \| \| \| |
|  | |
|  | Munduruku-Seidenäffchen (Mico munduruku) |
|  | |
|  | Braunes Seidenäffchen (M. emiliae) u. Weißes Seidenäffchen (M. leucippe)                                                                     |
|  | |
|  | Silberäffchen (Mico argentatus) |
|  | |

|  | Braunes Seidenäffchen (M. emiliae) u. Weißes Seidenäffchen (M. leucippe) |
|  |                                                                          |
|  | Silberäffchen (Mico argentatus)                                          |
|  |                                                                          |

|  | \| \| Braunes Seidenäffchen (M. emiliae) u. Weißes Seidenäffchen (M. leucippe) \| \| \| \| \| \| Silberäffchen (Mico argentatus) \| \| \| \| |
|  | |
|  | Munduruku-Seidenäffchen (Mico munduruku) |
|  | |
|  | Braunes Seidenäffchen (M. emiliae) u. Weißes Seidenäffchen (M. leucippe)                                                                     |
|  | |
|  | Silberäffchen (Mico argentatus) |
|  | |

|  | Braunes Seidenäffchen (M. emiliae) u. Weißes Seidenäffchen (M. leucippe) |
|  |                                                                          |
|  | Silberäffchen (Mico argentatus)                                          |
|  |                                                                          |

|  | \| \| Braunes Seidenäffchen (M. emiliae) u. Weißes Seidenäffchen (M. leucippe) \| \| \| \| \| \| Silberäffchen (Mico argentatus) \| \| \| \| |
|  | |
|  | Munduruku-Seidenäffchen (Mico munduruku) |
|  | |
|  | Braunes Seidenäffchen (M. emiliae) u. Weißes Seidenäffchen (M. leucippe)                                                                     |
|  | |
|  | Silberäffchen (Mico argentatus) |
|  | |

|  | Braunes Seidenäffchen (M. emiliae) u. Weißes Seidenäffchen (M. leucippe) |
|  |                                                                          |
|  | Silberäffchen (Mico argentatus)                                          |
|  |                                                                          |

|  | \| \| Marca-Seidenäffchen (Mico marcai) \| \| \| \| \| \| Schneider-Seidenäffchen (Mico schneideri) \| \| \| \| |
|  | |
|  | Schwarzschwanz-Seidenäffchen (Mico melanurus)                                                                   |
|  | |
|  | Marca-Seidenäffchen (Mico marcai)                                                                               |
|  | |
|  | Schneider-Seidenäffchen (Mico schneideri)                                                                       |
|  | |

|  | Marca-Seidenäffchen (Mico marcai)         |
|  |                                           |
|  | Schneider-Seidenäffchen (Mico schneideri) |
|  |                                           |

|  | \| \| Braunes Seidenäffchen (M. emiliae) u. Weißes Seidenäffchen (M. leucippe) \| \| \| \| \| \| Silberäffchen (Mico argentatus) \| \| \| \| |
|  | |
|  | Munduruku-Seidenäffchen (Mico munduruku) |
|  | |
|  | Braunes Seidenäffchen (M. emiliae) u. Weißes Seidenäffchen (M. leucippe)                                                                     |
|  | |
|  | Silberäffchen (Mico argentatus) |
|  | |

|  | Braunes Seidenäffchen (M. emiliae) u. Weißes Seidenäffchen (M. leucippe) |
|  |                                                                          |
|  | Silberäffchen (Mico argentatus)                                          |
|  |                                                                          |

|  | \| \| Braunes Seidenäffchen (M. emiliae) u. Weißes Seidenäffchen (M. leucippe) \| \| \| \| \| \| Silberäffchen (Mico argentatus) \| \| \| \| |
|  | |
|  | Munduruku-Seidenäffchen (Mico munduruku) |
|  | |
|  | Braunes Seidenäffchen (M. emiliae) u. Weißes Seidenäffchen (M. leucippe)                                                                     |
|  | |
|  | Silberäffchen (Mico argentatus) |
|  | |

|  | Braunes Seidenäffchen (M. emiliae) u. Weißes Seidenäffchen (M. leucippe) |
|  |                                                                          |
|  | Silberäffchen (Mico argentatus)                                          |
|  |                                                                          |

|  | \| \| Braunes Seidenäffchen (M. emiliae) u. Weißes Seidenäffchen (M. leucippe) \| \| \| \| \| \| Silberäffchen (Mico argentatus) \| \| \| \| |
|  | |
|  | Munduruku-Seidenäffchen (Mico munduruku) |
|  | |
|  | Braunes Seidenäffchen (M. emiliae) u. Weißes Seidenäffchen (M. leucippe)                                                                     |
|  | |
|  | Silberäffchen (Mico argentatus) |
|  | |

|  | Braunes Seidenäffchen (M. emiliae) u. Weißes Seidenäffchen (M. leucippe) |
|  |                                                                          |
|  | Silberäffchen (Mico argentatus)                                          |
|  |                                                                          |

|  | \| \| Braunes Seidenäffchen (M. emiliae) u. Weißes Seidenäffchen (M. leucippe) \| \| \| \| \| \| Silberäffchen (Mico argentatus) \| \| \| \| |
|  | |
|  | Munduruku-Seidenäffchen (Mico munduruku) |
|  | |
|  | Braunes Seidenäffchen (M. emiliae) u. Weißes Seidenäffchen (M. leucippe)                                                                     |
|  | |
|  | Silberäffchen (Mico argentatus) |
|  | |

|  | Braunes Seidenäffchen (M. emiliae) u. Weißes Seidenäffchen (M. leucippe) |
|  |                                                                          |
|  | Silberäffchen (Mico argentatus)                                          |
|  |                                                                          |

|  | \| \| Marca-Seidenäffchen (Mico marcai) \| \| \| \| \| \| Schneider-Seidenäffchen (Mico schneideri) \| \| \| \| |
|  | |
|  | Schwarzschwanz-Seidenäffchen (Mico melanurus)                                                                   |
|  | |
|  | Marca-Seidenäffchen (Mico marcai)                                                                               |
|  | |
|  | Schneider-Seidenäffchen (Mico schneideri)                                                                       |
|  | |

|  | Marca-Seidenäffchen (Mico marcai)         |
|  |                                           |
|  | Schneider-Seidenäffchen (Mico schneideri) |
|  |                                           |

|  | \| \| Braunes Seidenäffchen (M. emiliae) u. Weißes Seidenäffchen (M. leucippe) \| \| \| \| \| \| Silberäffchen (Mico argentatus) \| \| \| \| |
|  | |
|  | Munduruku-Seidenäffchen (Mico munduruku) |
|  | |
|  | Braunes Seidenäffchen (M. emiliae) u. Weißes Seidenäffchen (M. leucippe)                                                                     |
|  | |
|  | Silberäffchen (Mico argentatus) |
|  | |

|  | Braunes Seidenäffchen (M. emiliae) u. Weißes Seidenäffchen (M. leucippe) |
|  |                                                                          |
|  | Silberäffchen (Mico argentatus)                                          |
|  |                                                                          |

|  | \| \| Braunes Seidenäffchen (M. emiliae) u. Weißes Seidenäffchen (M. leucippe) \| \| \| \| \| \| Silberäffchen (Mico argentatus) \| \| \| \| |
|  | |
|  | Munduruku-Seidenäffchen (Mico munduruku) |
|  | |
|  | Braunes Seidenäffchen (M. emiliae) u. Weißes Seidenäffchen (M. leucippe)                                                                     |
|  | |
|  | Silberäffchen (Mico argentatus) |
|  | |

|  | Braunes Seidenäffchen (M. emiliae) u. Weißes Seidenäffchen (M. leucippe) |
|  |                                                                          |
|  | Silberäffchen (Mico argentatus)                                          |
|  |                                                                          |

|  | \| \| Braunes Seidenäffchen (M. emiliae) u. Weißes Seidenäffchen (M. leucippe) \| \| \| \| \| \| Silberäffchen (Mico argentatus) \| \| \| \| |
|  | |
|  | Munduruku-Seidenäffchen (Mico munduruku) |
|  | |
|  | Braunes Seidenäffchen (M. emiliae) u. Weißes Seidenäffchen (M. leucippe)                                                                     |
|  | |
|  | Silberäffchen (Mico argentatus) |
|  | |

|  | Braunes Seidenäffchen (M. emiliae) u. Weißes Seidenäffchen (M. leucippe) |
|  |                                                                          |
|  | Silberäffchen (Mico argentatus)                                          |
|  |                                                                          |

|  | \| \| Braunes Seidenäffchen (M. emiliae) u. Weißes Seidenäffchen (M. leucippe) \| \| \| \| \| \| Silberäffchen (Mico argentatus) \| \| \| \| |
|  | |
|  | Munduruku-Seidenäffchen (Mico munduruku) |
|  | |
|  | Braunes Seidenäffchen (M. emiliae) u. Weißes Seidenäffchen (M. leucippe)                                                                     |
|  | |
|  | Silberäffchen (Mico argentatus) |
|  | |

|  | Braunes Seidenäffchen (M. emiliae) u. Weißes Seidenäffchen (M. leucippe) |
|  |                                                                          |
|  | Silberäffchen (Mico argentatus)                                          |
|  |                                                                          |

|  | \| \| Marca-Seidenäffchen (Mico marcai) \| \| \| \| \| \| Schneider-Seidenäffchen (Mico schneideri) \| \| \| \| |
|  | |
|  | Schwarzschwanz-Seidenäffchen (Mico melanurus)                                                                   |
|  | |
|  | Marca-Seidenäffchen (Mico marcai)                                                                               |
|  | |
|  | Schneider-Seidenäffchen (Mico schneideri)                                                                       |
|  | |

|  | Marca-Seidenäffchen (Mico marcai)         |
|  |                                           |
|  | Schneider-Seidenäffchen (Mico schneideri) |
|  |                                           |

|  | \| \| Braunes Seidenäffchen (M. emiliae) u. Weißes Seidenäffchen (M. leucippe) \| \| \| \| \| \| Silberäffchen (Mico argentatus) \| \| \| \| |
|  | |
|  | Munduruku-Seidenäffchen (Mico munduruku) |
|  | |
|  | Braunes Seidenäffchen (M. emiliae) u. Weißes Seidenäffchen (M. leucippe)                                                                     |
|  | |
|  | Silberäffchen (Mico argentatus) |
|  | |

|  | Braunes Seidenäffchen (M. emiliae) u. Weißes Seidenäffchen (M. leucippe) |
|  |                                                                          |
|  | Silberäffchen (Mico argentatus)                                          |
|  |                                                                          |

|  | \| \| Braunes Seidenäffchen (M. emiliae) u. Weißes Seidenäffchen (M. leucippe) \| \| \| \| \| \| Silberäffchen (Mico argentatus) \| \| \| \| |
|  | |
|  | Munduruku-Seidenäffchen (Mico munduruku) |
|  | |
|  | Braunes Seidenäffchen (M. emiliae) u. Weißes Seidenäffchen (M. leucippe)                                                                     |
|  | |
|  | Silberäffchen (Mico argentatus) |
|  | |

|  | Braunes Seidenäffchen (M. emiliae) u. Weißes Seidenäffchen (M. leucippe) |
|  |                                                                          |
|  | Silberäffchen (Mico argentatus)                                          |
|  |                                                                          |

|  | \| \| Braunes Seidenäffchen (M. emiliae) u. Weißes Seidenäffchen (M. leucippe) \| \| \| \| \| \| Silberäffchen (Mico argentatus) \| \| \| \| |
|  | |
|  | Munduruku-Seidenäffchen (Mico munduruku) |
|  | |
|  | Braunes Seidenäffchen (M. emiliae) u. Weißes Seidenäffchen (M. leucippe)                                                                     |
|  | |
|  | Silberäffchen (Mico argentatus) |
|  | |

|  | Braunes Seidenäffchen (M. emiliae) u. Weißes Seidenäffchen (M. leucippe) |
|  |                                                                          |
|  | Silberäffchen (Mico argentatus)                                          |
|  |                                                                          |

|  | \| \| Braunes Seidenäffchen (M. emiliae) u. Weißes Seidenäffchen (M. leucippe) \| \| \| \| \| \| Silberäffchen (Mico argentatus) \| \| \| \| |
|  | |
|  | Munduruku-Seidenäffchen (Mico munduruku) |
|  | |
|  | Braunes Seidenäffchen (M. emiliae) u. Weißes Seidenäffchen (M. leucippe)                                                                     |
|  | |
|  | Silberäffchen (Mico argentatus) |
|  | |

|  | Braunes Seidenäffchen (M. emiliae) u. Weißes Seidenäffchen (M. leucippe) |
|  |                                                                          |
|  | Silberäffchen (Mico argentatus)                                          |
|  |                                                                          |

|  | \| \| Marca-Seidenäffchen (Mico marcai) \| \| \| \| \| \| Schneider-Seidenäffchen (Mico schneideri) \| \| \| \| |
|  | |
|  | Schwarzschwanz-Seidenäffchen (Mico melanurus)                                                                   |
|  | |
|  | Marca-Seidenäffchen (Mico marcai)                                                                               |
|  | |
|  | Schneider-Seidenäffchen (Mico schneideri)                                                                       |
|  | |

|  | Marca-Seidenäffchen (Mico marcai)         |
|  |                                           |
|  | Schneider-Seidenäffchen (Mico schneideri) |
|  |                                           |

|  | Maués-Seidenäffchen (Mico mauesi)             |
|  |                                               |
|  | Weißschulter-Seidenäffchen (Mico humeralifer) |
|  |                                               |

|  | \| \| Braunes Seidenäffchen (M. emiliae) u. Weißes Seidenäffchen (M. leucippe) \| \| \| \| \| \| Silberäffchen (Mico argentatus) \| \| \| \| |
|  | |
|  | Munduruku-Seidenäffchen (Mico munduruku) |
|  | |
|  | Braunes Seidenäffchen (M. emiliae) u. Weißes Seidenäffchen (M. leucippe)                                                                     |
|  | |
|  | Silberäffchen (Mico argentatus) |
|  | |

|  | Braunes Seidenäffchen (M. emiliae) u. Weißes Seidenäffchen (M. leucippe) |
|  |                                                                          |
|  | Silberäffchen (Mico argentatus)                                          |
|  |                                                                          |

|  | \| \| Braunes Seidenäffchen (M. emiliae) u. Weißes Seidenäffchen (M. leucippe) \| \| \| \| \| \| Silberäffchen (Mico argentatus) \| \| \| \| |
|  | |
|  | Munduruku-Seidenäffchen (Mico munduruku) |
|  | |
|  | Braunes Seidenäffchen (M. emiliae) u. Weißes Seidenäffchen (M. leucippe)                                                                     |
|  | |
|  | Silberäffchen (Mico argentatus) |
|  | |

|  | Braunes Seidenäffchen (M. emiliae) u. Weißes Seidenäffchen (M. leucippe) |
|  |                                                                          |
|  | Silberäffchen (Mico argentatus)                                          |
|  |                                                                          |

|  | \| \| Braunes Seidenäffchen (M. emiliae) u. Weißes Seidenäffchen (M. leucippe) \| \| \| \| \| \| Silberäffchen (Mico argentatus) \| \| \| \| |
|  | |
|  | Munduruku-Seidenäffchen (Mico munduruku) |
|  | |
|  | Braunes Seidenäffchen (M. emiliae) u. Weißes Seidenäffchen (M. leucippe)                                                                     |
|  | |
|  | Silberäffchen (Mico argentatus) |
|  | |

|  | Braunes Seidenäffchen (M. emiliae) u. Weißes Seidenäffchen (M. leucippe) |
|  |                                                                          |
|  | Silberäffchen (Mico argentatus)                                          |
|  |                                                                          |

|  | \| \| Braunes Seidenäffchen (M. emiliae) u. Weißes Seidenäffchen (M. leucippe) \| \| \| \| \| \| Silberäffchen (Mico argentatus) \| \| \| \| |
|  | |
|  | Munduruku-Seidenäffchen (Mico munduruku) |
|  | |
|  | Braunes Seidenäffchen (M. emiliae) u. Weißes Seidenäffchen (M. leucippe)                                                                     |
|  | |
|  | Silberäffchen (Mico argentatus) |
|  | |

|  | Braunes Seidenäffchen (M. emiliae) u. Weißes Seidenäffchen (M. leucippe) |
|  |                                                                          |
|  | Silberäffchen (Mico argentatus)                                          |
|  |                                                                          |

|  | \| \| Marca-Seidenäffchen (Mico marcai) \| \| \| \| \| \| Schneider-Seidenäffchen (Mico schneideri) \| \| \| \| |
|  | |
|  | Schwarzschwanz-Seidenäffchen (Mico melanurus)                                                                   |
|  | |
|  | Marca-Seidenäffchen (Mico marcai)                                                                               |
|  | |
|  | Schneider-Seidenäffchen (Mico schneideri)                                                                       |
|  | |

|  | Marca-Seidenäffchen (Mico marcai)         |
|  |                                           |
|  | Schneider-Seidenäffchen (Mico schneideri) |
|  |                                           |

|  | \| \| Braunes Seidenäffchen (M. emiliae) u. Weißes Seidenäffchen (M. leucippe) \| \| \| \| \| \| Silberäffchen (Mico argentatus) \| \| \| \| |
|  | |
|  | Munduruku-Seidenäffchen (Mico munduruku) |
|  | |
|  | Braunes Seidenäffchen (M. emiliae) u. Weißes Seidenäffchen (M. leucippe)                                                                     |
|  | |
|  | Silberäffchen (Mico argentatus) |
|  | |

|  | Braunes Seidenäffchen (M. emiliae) u. Weißes Seidenäffchen (M. leucippe) |
|  |                                                                          |
|  | Silberäffchen (Mico argentatus)                                          |
|  |                                                                          |

|  | \| \| Braunes Seidenäffchen (M. emiliae) u. Weißes Seidenäffchen (M. leucippe) \| \| \| \| \| \| Silberäffchen (Mico argentatus) \| \| \| \| |
|  | |
|  | Munduruku-Seidenäffchen (Mico munduruku) |
|  | |
|  | Braunes Seidenäffchen (M. emiliae) u. Weißes Seidenäffchen (M. leucippe)                                                                     |
|  | |
|  | Silberäffchen (Mico argentatus) |
|  | |

|  | Braunes Seidenäffchen (M. emiliae) u. Weißes Seidenäffchen (M. leucippe) |
|  |                                                                          |
|  | Silberäffchen (Mico argentatus)                                          |
|  |                                                                          |

|  | \| \| Braunes Seidenäffchen (M. emiliae) u. Weißes Seidenäffchen (M. leucippe) \| \| \| \| \| \| Silberäffchen (Mico argentatus) \| \| \| \| |
|  | |
|  | Munduruku-Seidenäffchen (Mico munduruku) |
|  | |
|  | Braunes Seidenäffchen (M. emiliae) u. Weißes Seidenäffchen (M. leucippe)                                                                     |
|  | |
|  | Silberäffchen (Mico argentatus) |
|  | |

|  | Braunes Seidenäffchen (M. emiliae) u. Weißes Seidenäffchen (M. leucippe) |
|  |                                                                          |
|  | Silberäffchen (Mico argentatus)                                          |
|  |                                                                          |

|  | \| \| Braunes Seidenäffchen (M. emiliae) u. Weißes Seidenäffchen (M. leucippe) \| \| \| \| \| \| Silberäffchen (Mico argentatus) \| \| \| \| |
|  | |
|  | Munduruku-Seidenäffchen (Mico munduruku) |
|  | |
|  | Braunes Seidenäffchen (M. emiliae) u. Weißes Seidenäffchen (M. leucippe)                                                                     |
|  | |
|  | Silberäffchen (Mico argentatus) |
|  | |

|  | Braunes Seidenäffchen (M. emiliae) u. Weißes Seidenäffchen (M. leucippe) |
|  |                                                                          |
|  | Silberäffchen (Mico argentatus)                                          |
|  |                                                                          |

|  | \| \| Marca-Seidenäffchen (Mico marcai) \| \| \| \| \| \| Schneider-Seidenäffchen (Mico schneideri) \| \| \| \| |
|  | |
|  | Schwarzschwanz-Seidenäffchen (Mico melanurus)                                                                   |
|  | |
|  | Marca-Seidenäffchen (Mico marcai)                                                                               |
|  | |
|  | Schneider-Seidenäffchen (Mico schneideri)                                                                       |
|  | |

|  | Marca-Seidenäffchen (Mico marcai)         |
|  |                                           |
|  | Schneider-Seidenäffchen (Mico schneideri) |
|  |                                           |

|  | \| \| Braunes Seidenäffchen (M. emiliae) u. Weißes Seidenäffchen (M. leucippe) \| \| \| \| \| \| Silberäffchen (Mico argentatus) \| \| \| \| |
|  | |
|  | Munduruku-Seidenäffchen (Mico munduruku) |
|  | |
|  | Braunes Seidenäffchen (M. emiliae) u. Weißes Seidenäffchen (M. leucippe)                                                                     |
|  | |
|  | Silberäffchen (Mico argentatus) |
|  | |

|  | Braunes Seidenäffchen (M. emiliae) u. Weißes Seidenäffchen (M. leucippe) |
|  |                                                                          |
|  | Silberäffchen (Mico argentatus)                                          |
|  |                                                                          |

|  | \| \| Braunes Seidenäffchen (M. emiliae) u. Weißes Seidenäffchen (M. leucippe) \| \| \| \| \| \| Silberäffchen (Mico argentatus) \| \| \| \| |
|  | |
|  | Munduruku-Seidenäffchen (Mico munduruku) |
|  | |
|  | Braunes Seidenäffchen (M. emiliae) u. Weißes Seidenäffchen (M. leucippe)                                                                     |
|  | |
|  | Silberäffchen (Mico argentatus) |
|  | |

|  | Braunes Seidenäffchen (M. emiliae) u. Weißes Seidenäffchen (M. leucippe) |
|  |                                                                          |
|  | Silberäffchen (Mico argentatus)                                          |
|  |                                                                          |

|  | \| \| Braunes Seidenäffchen (M. emiliae) u. Weißes Seidenäffchen (M. leucippe) \| \| \| \| \| \| Silberäffchen (Mico argentatus) \| \| \| \| |
|  | |
|  | Munduruku-Seidenäffchen (Mico munduruku) |
|  | |
|  | Braunes Seidenäffchen (M. emiliae) u. Weißes Seidenäffchen (M. leucippe)                                                                     |
|  | |
|  | Silberäffchen (Mico argentatus) |
|  | |

|  | Braunes Seidenäffchen (M. emiliae) u. Weißes Seidenäffchen (M. leucippe) |
|  |                                                                          |
|  | Silberäffchen (Mico argentatus)                                          |
|  |                                                                          |

|  | \| \| Braunes Seidenäffchen (M. emiliae) u. Weißes Seidenäffchen (M. leucippe) \| \| \| \| \| \| Silberäffchen (Mico argentatus) \| \| \| \| |
|  | |
|  | Munduruku-Seidenäffchen (Mico munduruku) |
|  | |
|  | Braunes Seidenäffchen (M. emiliae) u. Weißes Seidenäffchen (M. leucippe)                                                                     |
|  | |
|  | Silberäffchen (Mico argentatus) |
|  | |

|  | Braunes Seidenäffchen (M. emiliae) u. Weißes Seidenäffchen (M. leucippe) |
|  |                                                                          |
|  | Silberäffchen (Mico argentatus)                                          |
|  |                                                                          |

|  | \| \| Marca-Seidenäffchen (Mico marcai) \| \| \| \| \| \| Schneider-Seidenäffchen (Mico schneideri) \| \| \| \| |
|  | |
|  | Schwarzschwanz-Seidenäffchen (Mico melanurus)                                                                   |
|  | |
|  | Marca-Seidenäffchen (Mico marcai)                                                                               |
|  | |
|  | Schneider-Seidenäffchen (Mico schneideri)                                                                       |
|  | |

|  | Marca-Seidenäffchen (Mico marcai)         |
|  |                                           |
|  | Schneider-Seidenäffchen (Mico schneideri) |
|  |                                           |

|  | \| \| Braunes Seidenäffchen (M. emiliae) u. Weißes Seidenäffchen (M. leucippe) \| \| \| \| \| \| Silberäffchen (Mico argentatus) \| \| \| \| |
|  | |
|  | Munduruku-Seidenäffchen (Mico munduruku) |
|  | |
|  | Braunes Seidenäffchen (M. emiliae) u. Weißes Seidenäffchen (M. leucippe)                                                                     |
|  | |
|  | Silberäffchen (Mico argentatus) |
|  | |

|  | Braunes Seidenäffchen (M. emiliae) u. Weißes Seidenäffchen (M. leucippe) |
|  |                                                                          |
|  | Silberäffchen (Mico argentatus)                                          |
|  |                                                                          |

|  | \| \| Braunes Seidenäffchen (M. emiliae) u. Weißes Seidenäffchen (M. leucippe) \| \| \| \| \| \| Silberäffchen (Mico argentatus) \| \| \| \| |
|  | |
|  | Munduruku-Seidenäffchen (Mico munduruku) |
|  | |
|  | Braunes Seidenäffchen (M. emiliae) u. Weißes Seidenäffchen (M. leucippe)                                                                     |
|  | |
|  | Silberäffchen (Mico argentatus) |
|  | |

|  | Braunes Seidenäffchen (M. emiliae) u. Weißes Seidenäffchen (M. leucippe) |
|  |                                                                          |
|  | Silberäffchen (Mico argentatus)                                          |
|  |                                                                          |

|  | \| \| Braunes Seidenäffchen (M. emiliae) u. Weißes Seidenäffchen (M. leucippe) \| \| \| \| \| \| Silberäffchen (Mico argentatus) \| \| \| \| |
|  | |
|  | Munduruku-Seidenäffchen (Mico munduruku) |
|  | |
|  | Braunes Seidenäffchen (M. emiliae) u. Weißes Seidenäffchen (M. leucippe)                                                                     |
|  | |
|  | Silberäffchen (Mico argentatus) |
|  | |

|  | Braunes Seidenäffchen (M. emiliae) u. Weißes Seidenäffchen (M. leucippe) |
|  |                                                                          |
|  | Silberäffchen (Mico argentatus)                                          |
|  |                                                                          |

|  | \| \| Braunes Seidenäffchen (M. emiliae) u. Weißes Seidenäffchen (M. leucippe) \| \| \| \| \| \| Silberäffchen (Mico argentatus) \| \| \| \| |
|  | |
|  | Munduruku-Seidenäffchen (Mico munduruku) |
|  | |
|  | Braunes Seidenäffchen (M. emiliae) u. Weißes Seidenäffchen (M. leucippe)                                                                     |
|  | |
|  | Silberäffchen (Mico argentatus) |
|  | |

|  | Braunes Seidenäffchen (M. emiliae) u. Weißes Seidenäffchen (M. leucippe) |
|  |                                                                          |
|  | Silberäffchen (Mico argentatus)                                          |
|  |                                                                          |

|  | \| \| Marca-Seidenäffchen (Mico marcai) \| \| \| \| \| \| Schneider-Seidenäffchen (Mico schneideri) \| \| \| \| |
|  | |
|  | Schwarzschwanz-Seidenäffchen (Mico melanurus)                                                                   |
|  | |
|  | Marca-Seidenäffchen (Mico marcai)                                                                               |
|  | |
|  | Schneider-Seidenäffchen (Mico schneideri)                                                                       |
|  | |

|  | Marca-Seidenäffchen (Mico marcai)         |
|  |                                           |
|  | Schneider-Seidenäffchen (Mico schneideri) |
|  |                                           |

|  | Maués-Seidenäffchen (Mico mauesi)             |
|  |                                               |
|  | Weißschulter-Seidenäffchen (Mico humeralifer) |
|  |                                               |

Außerdem gibt es noch weitere, bislang nicht wissenschaftlich beschriebene Arten.
Die Zwergseidenäffchen (Gattung Cebuella) und das Schwarzkronen-Seidenäffchen (Gattung Callibella) werden in eigene Gattungen geführt. Zusammen mit den Büschelaffen (Callithrix) bilden sie die Gruppe der Marmosetten.